# ظهرة قفاعة (حبيش)

تعديل مصدري - تعديل

ظهرة قفاعة محلة تابعة لقرية المدورة، التابعة لعزلة ربع ظلمة بمديرية حبيش إحدى مديريات محافظة إب في الجمهورية اليمنية، بلغ تعداد سكانها 115 حسب تعداد اليمن لعام 2004.